# حالت بدن

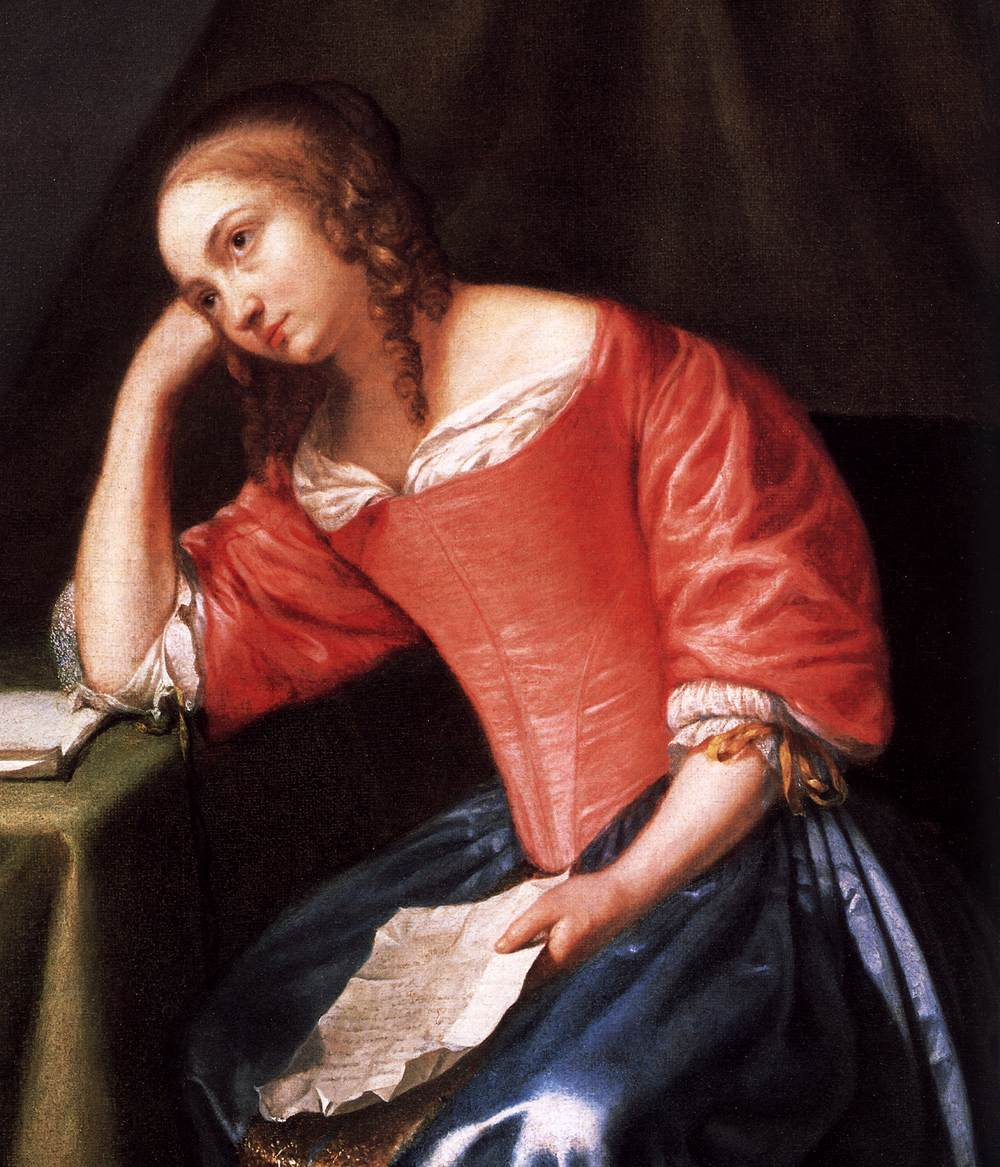
دختر جوانی که نامه‌ای در دست دارد، نقاشی در حدود سال ۱۶۶۵ میلادی

در انسان‌ها، حالت بدن (به انگلیسی: Posture)، می‌تواند مقدار قابل توجهی از اطلاعات مهم را از طریق ارتباط غیرکلامی ارائه دهد. مطالعات روانشناختی نیز تأثیر وضعیت بدن بر احساسات را نشان داده‌است. این تحقیق را می‌توان به مطالعات چارلز داروین در مورد احساسات و حرکت در انسان و حیوانات دنبال کرد. در حال حاضر، بسیاری از مطالعات نشان داده‌اند که الگوهای خاصی از حرکات بدن نشان دهنده احساسات خاص هستند. محققان زبان اشاره را مورد مطالعه قرار دادند و دریافتند که حتی افرادی که از زبان اشاره چیزی نمی‌دانند نیز می‌توانند احساسات را تنها از روی حرکات دست تشخیص دهند. مثال دیگر این واقعیت است که هنگام خشم، تمام بدن به جلو متمایل می‌شود.